# Poste principale de Prague
La Poste principale de Prague est un bâtiment de la rue Jindřišská, où se trouve le siège de la Ceska posta (Poste tchèque). Située à Prague 1, il s'agit d'un grand bâtiment néo-Renaissance construit en 1871-1874 et agrandi par la suite. En 1998, il a été déclaré monument culturel tchèque.

## Histoire
Entre 1743 et 1782, il y avait ici un monastère de l'Ordre des Célestins, dont le bâtiment avec la chapelle de l'Annonciation fut conçu par le célèbre architecte Kilián Ignác Dientzenhofer. Après la suppression du monastère, ses bâtiments abritèrent un bureau et une fabrique de tabac. Le bâtiment a été démoli en 1871 pour faire place à un nouveau bureau de poste.
Le bâtiment a été construit de 1871 à 1874, mais dès 1873, le bureau de poste de Prague 1 et d'autres bureaux de poste se trouvent dans le bâtiment. Au cours des années suivantes, le bâtiment fut agrandi. L'architecte Friedrich Setz a en partie réalisé les plans de reconstruction et d'agrandissement du bâtiment principal de la poste en 1901. En 1922, un quatrième étage est ajouté.

### De l'achèvement à nos jours
La reconstruction prévue dans les années 1930, consistant en une extension massive du bâtiment jusqu'à un immeuble de dix étages, n'a jamais eu lieu.
Lors de l'Insurrection de Prague, la poste fut le théâtre de violents combats lorsque les nazis tentèrent en vain de l'occuper.
Le bâtiment a été reconstruit à plusieurs reprises (au tournant des années 1940 et 1950, dans les années 1960 et dans les années 1990). La reconstruction totale du bâtiment, réalisée entre 1996 et 1999, a coûté 682 millions de couronnes.
Il a été déclaré monument culturel en 1998.

## Description
Le bâtiment actuel de quatre étages a été construit dans le style néo-Renaissance. Le centre est un grand hall d'enregistrement avec une verrière, servant à l'origine pour les wagons postaux. Karel Vítězslav Mašek s'est occupé de la décoration des peintures. Dans le hall se trouvent des photos historiques d'employés de la poste et une vieille boîte aux lettres.

## Usages
Le bâtiment était utilisé par la Direction des Postes et Télégraphes. C'est le siège de la succursale de la Poste tchèque Prague 1 qui propose une large gamme de services. Le siège de la poste tchèque est situé dans la zone latérale avec l'entrée de la rue Politických vězňů.
En 2023, Česká pošta propose le bâtiment à la vente pour 1,325 milliard de CZK. La Poste souhaite continuer à utiliser uniquement le hall couvert et les locaux du deuxième étage

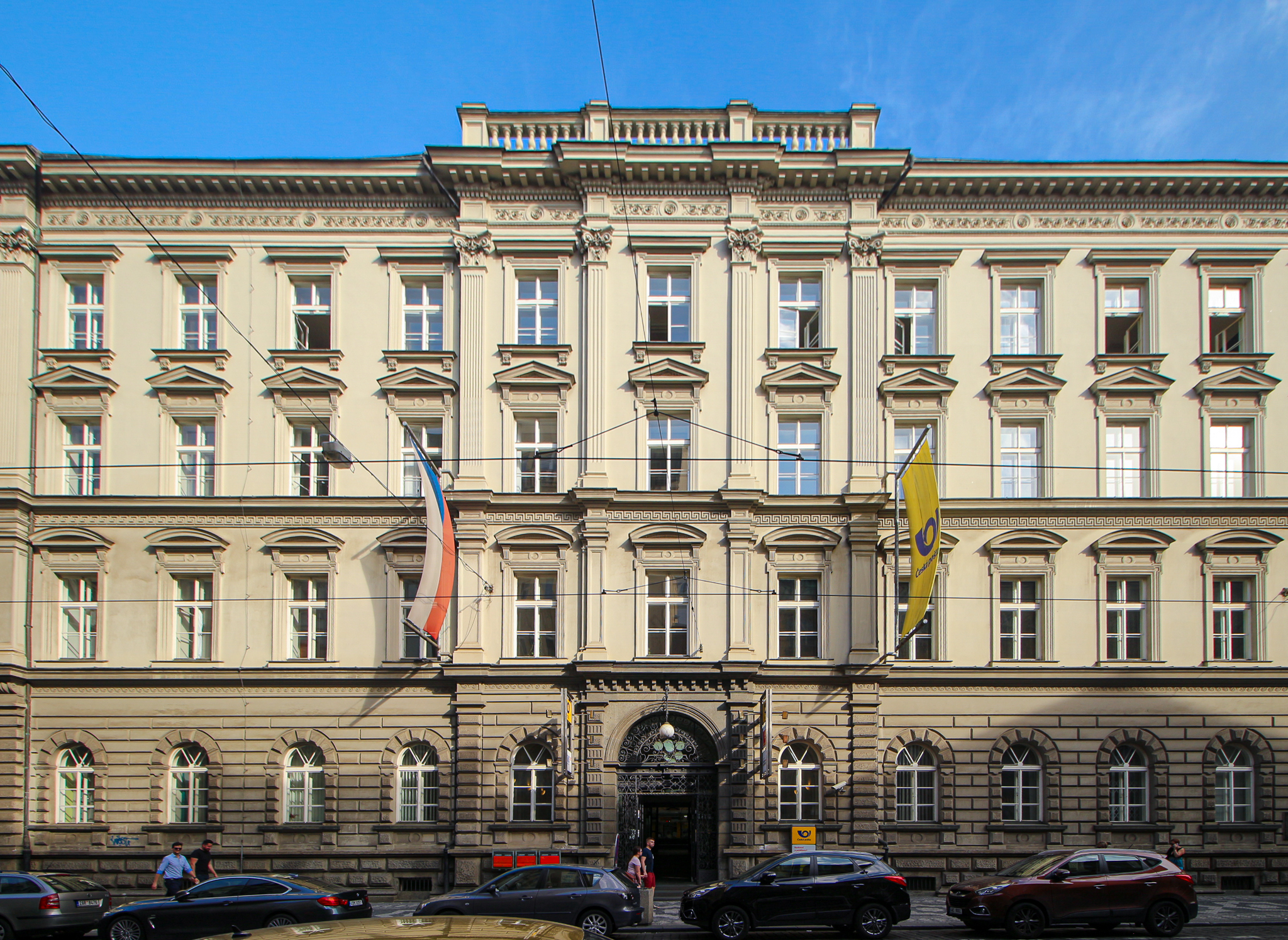
Façade d'entrée du bâtiment

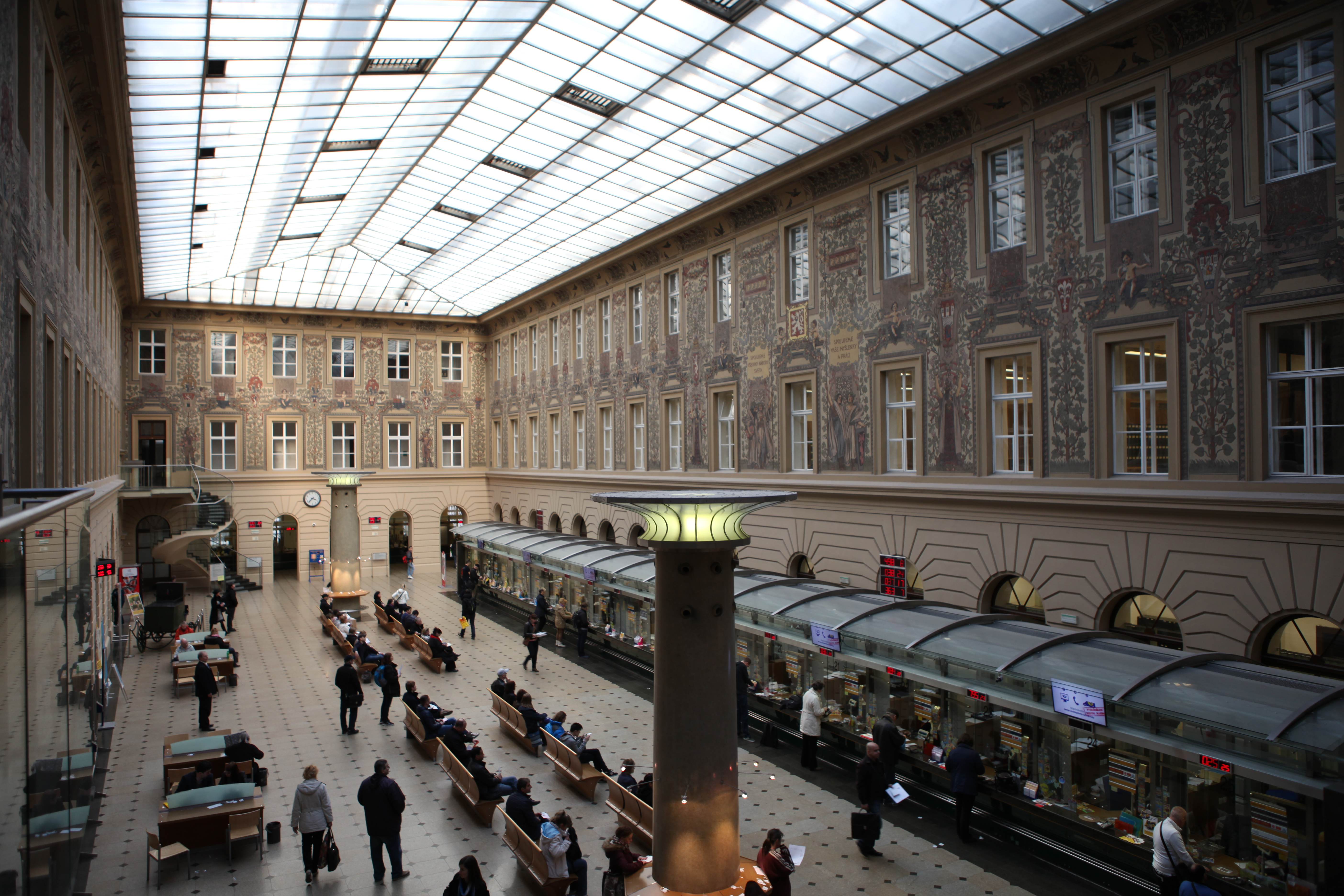
Vue du hall

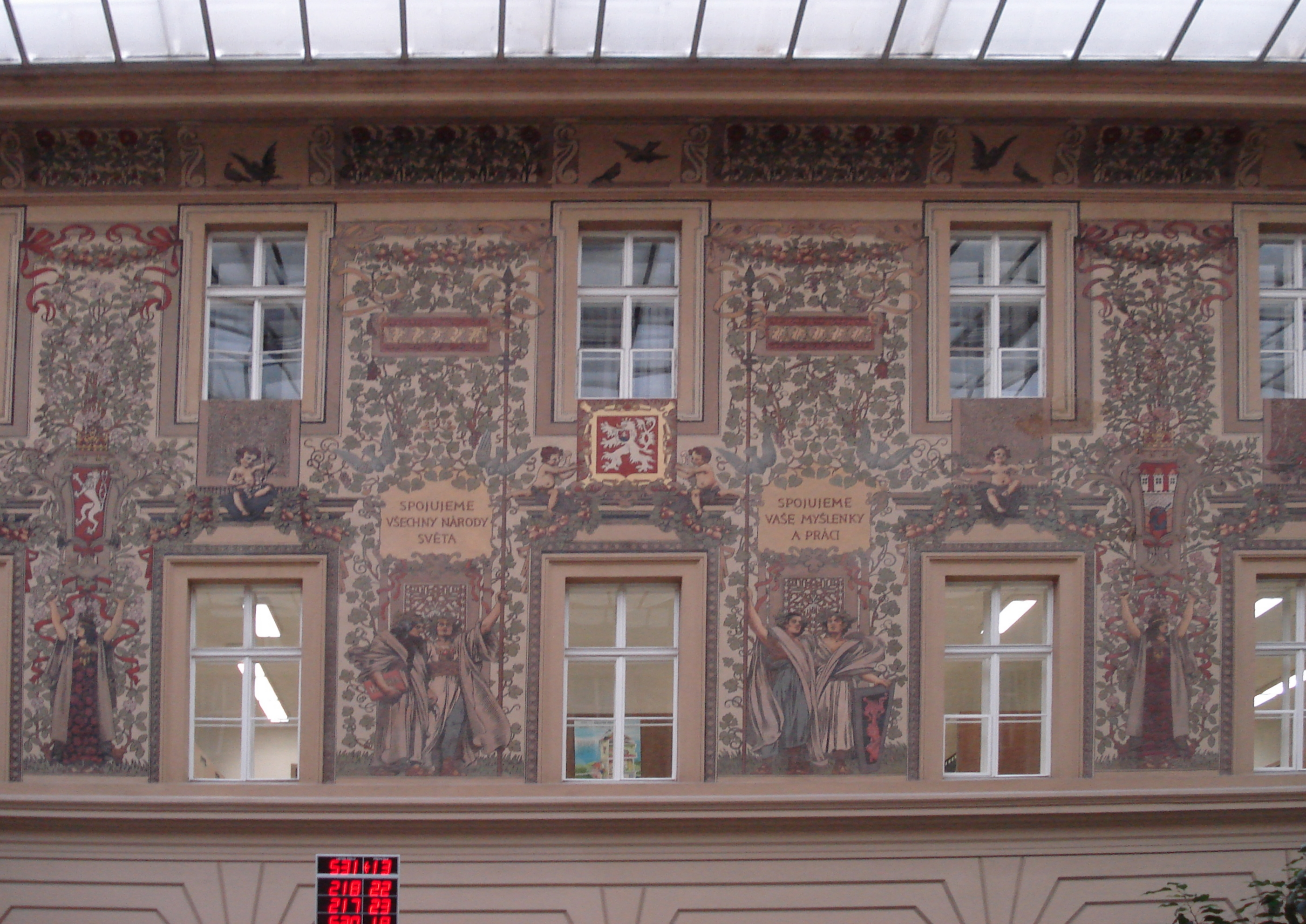
Décoration de la salle par Karel Vítězslav Mašek

.

## Liens
- Site officiel
- Ressource relative à l'architecture :   - MonumNet
- Pošta Praha 1 sur le site de la Poste tchèque
- historické fotografie dans Český svět, 13 janvier 1905